# Balanus zhujiangensis
Balanus zhujiangensis is een zeepokkensoort uit de familie van de Balanidae. De wetenschappelijke naam van de soort is voor het eerst geldig gepubliceerd in 2002 door Puspasari, Yamaquchi & Ross.